# Остеопатија
Остеопатија је песудонаучан систем алтернативне медицине заснован на физичким захватима на мишићном ткиву и костима.